# Clifton (Colorado)
Clifton è un centro abitato (census-designated place) degli Stati Uniti d'America, situato nella contea di Mesa dello stato del Colorado. Nel censimento del 2000 la popolazione era di 17.345 abitanti.

## Geografia fisica
Secondo i rilevamenti dell'United States Census Bureau, Clifton si estende su una superficie di 17,8 km².